# ونوشا زینگ
ونوشا زینگ یا ونوشا استار یک کراس‌اوور سایز کوچک است که توسط ونوشا، یکی از شرکت‌های تابعه دانگ‌فنگ تولید می‌شود.

## معرفی اجمالی

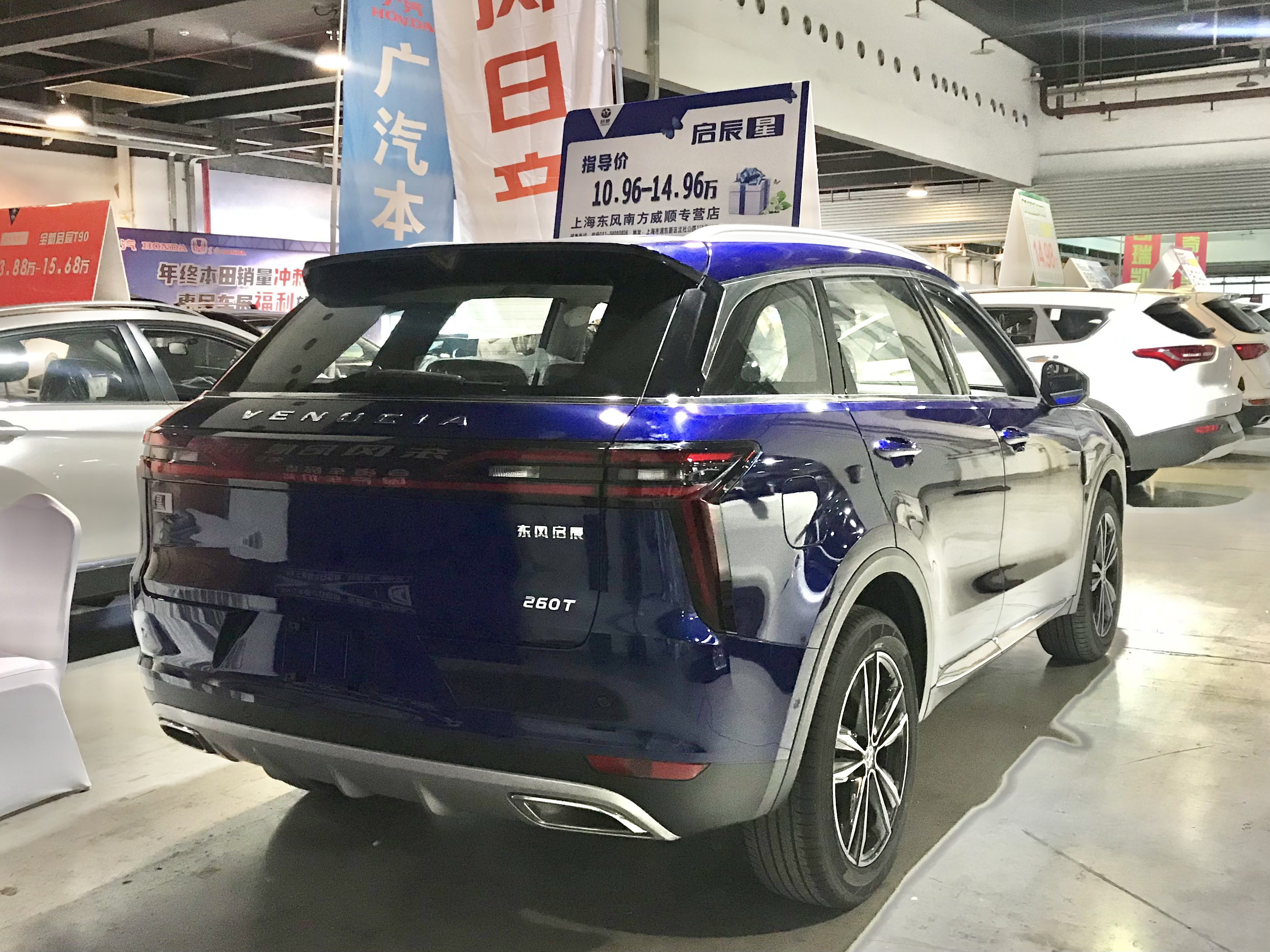
ونوشا زینگ عقب

این خودرو در نوامبر ۲۰۱۹ در نمایشگاه اتومبیل گوانگژو رونمایی شد. این خودرو از آوریل ۲۰۲۰ در چین به فروش رسید

## مشخصات فنی
زینگ از یک موتور ۱٫۵ لیتری بنزینی توربوشارژ با قدرت ۱۹۰ اسب بخار متری (۱۸۷ اسب بخار؛ ۱۴۰ کیلووات) بهره می‌برد همچنین این خودرو از یک سیستم قدرت الکتریکی ۴۸ ولتی نیز بهره می‌برد. حداکثر سرعت این خودرو ۱۸۰ کیلومتر بر ساعت است.